# Matanaka Farm

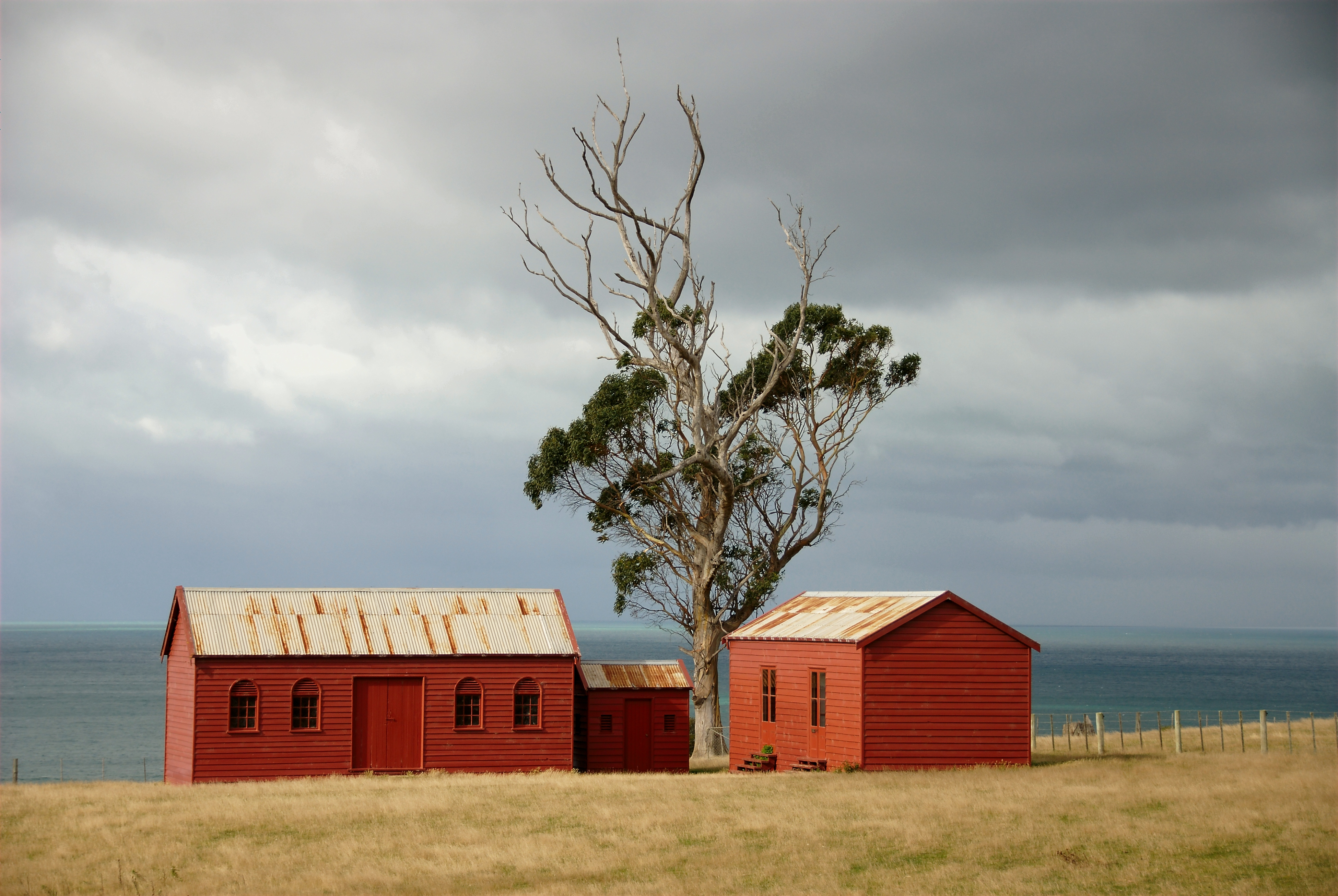
Grenier, toilettes et ancienne école.

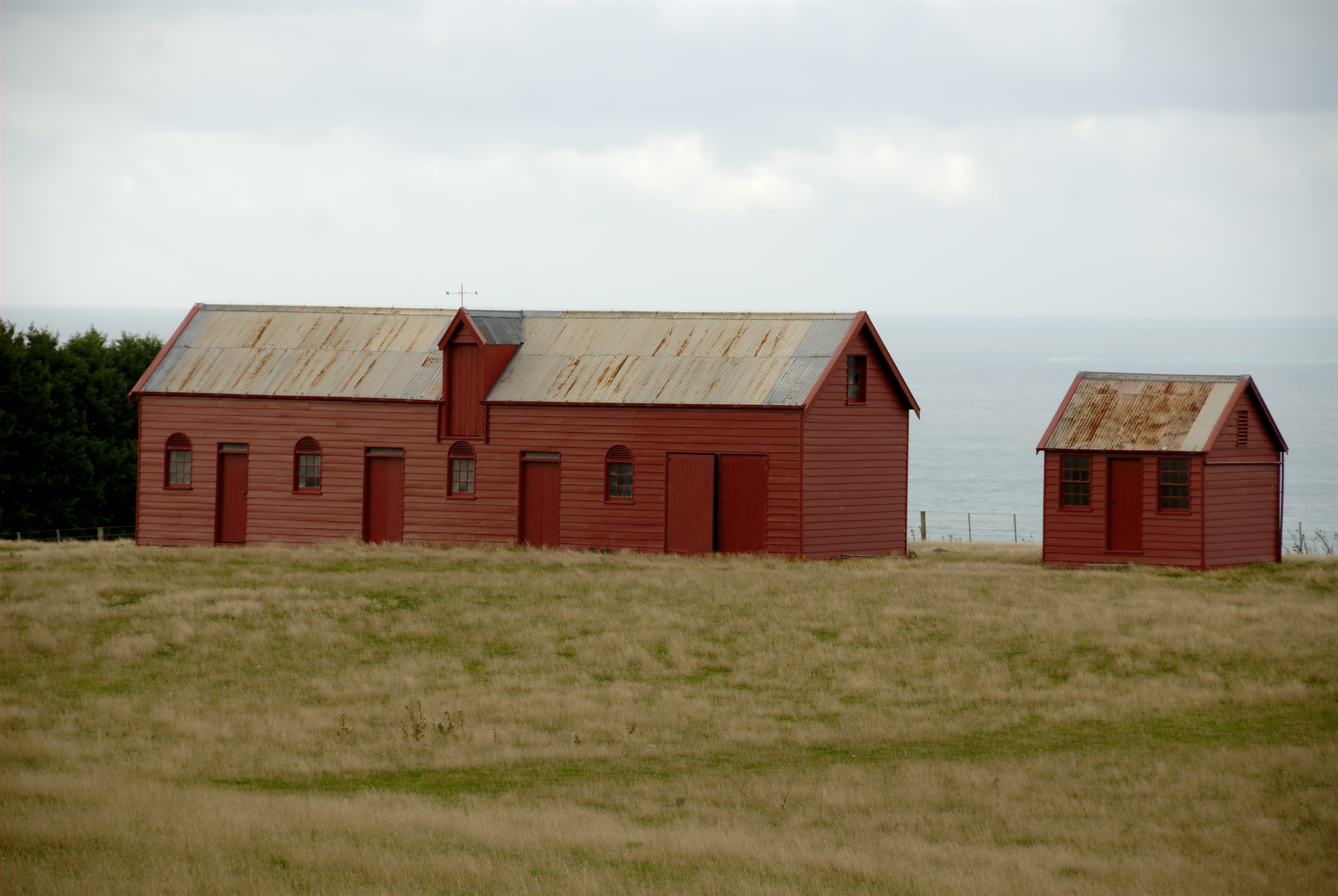
Les écuries et le petit entrepôt

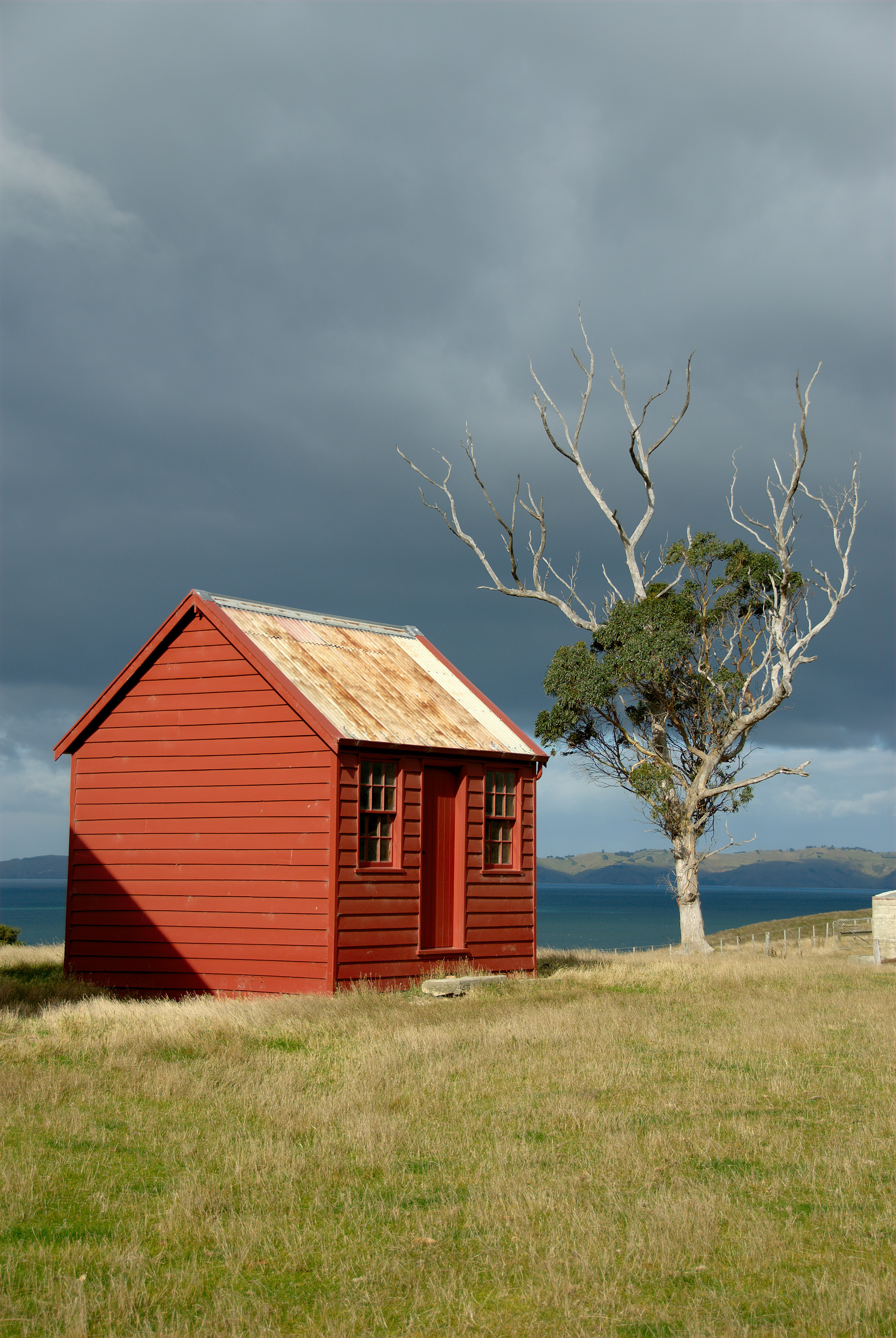
Le petit entrepôt

La ferme Matanaka, en anglais Matanaka Farm, est une ferme située sur la côte de Waikouaiti à Otago en Nouvelle-Zélande. Construite à partir de 1840, c'est la première ferme implantée sur l'île du Sud de la Nouvelle-Zélande qui a été construite selon l'architecture occidentale. Les cinq plus anciens bâtiments de la ferme sont à ce jour considérés comme les plus vieux corps de ferme qui sont encore debout en Nouvelle-Zélande. Pour cette raison, la ferme a été classée le 11 décembre 2009 dans la catégorie I par Heritage New Zealand l en qualité de site protégé. L'organisme Heritage New Zealand est fondé par la loi baptisée Historic Places Act 1954 avec pour objectif de « "...promote the identification, protection, preservation and conservation of the historical and cultural heritage of New Zealand »[Traduire passage].

## Origine
La ferme Matanaka a été fondée par le baleinier australien Johnny Jones, un armateur de Sydney et l'un des premiers pionniers de l'Otago, où il achète une station baleinière près de Waikouaiti en 1838. En avril 1840, il fait venir une douzaine de familles de Sydney pour qu'elles s'installent autour de la ferme. Les premiers bâtiments, y compris les écuries, ont été construits en 1840, avec des matériaux apportés de Sydney. Un croquis de 1826 de la côte est de l'Otago montre les promontoires et les plages de ce qui sont aujourd'hui Karitane et Waikouaiti. Johnny Jones emménage dans la ferme en 1843. Son épouse, Sarah Sizemore, est connue sous le nom de Cherry (« cerise ») et la Ferme de Cerise voisine est apparemment nommée pour elle.
En 1854, Johnny Jones quitte la ferme avec sa famille pour aller s'installer à Dunedin. Le fils de Johnny Jones, William, reprend la ferme Matanaka jusqu'à ce qu'il déménage lui aussi dans la prospère Dunedin. En 1871, la ferme est louée à McLeod Orbell , le premier maire de la colonie de Hawksbury. En 1878, la ferme Matanaka a changé de mains et est vendue trois fois jusqu'à ce que son dernier propriétaire, Monty Ericson, la donne comme cadeau à la New Zealand Historic Places Trust en 1976 .

## Description
Les dépendances de la ferme qui existent encore aujourd'hui ont été utilisées différemment au fil du temps et dans certains cas ont également été déplacées. Les bâtiments suivants sont toujours sur la ferme[réf. nécessaire] :
- L'école, construite à l'origine vers 1840 comme premier bâtiment en tant que grange, a été transformée en école en 1852 et a ensuite été déplacée à l'endroit où elle se trouve encore aujourd'hui.
- Les toilettes à trois places étaient autrefois situées à côté de la maison et sont une extension à côté de l'école depuis 1976.
- Un grenier se dresse aujourd'hui à côté du bâtiment de l'école.
- Une écurie est située à quelque 10 mètres de l'école.
- Un petit entrepôt se trouve à côté de l'écurie.

L'ensemble a été restauré en 1977 pour le compte du ministère du Travail et ouvert au public pour y abriter un musée. Seuls, le grenier démoli peu après 1975 et un pigeonnier incendié en 1935 n'ont pas été reconstruits.

## Classement à l'inventaire du patrimoine
Le terrain a été classé réserve historique en 1981. Les bâtiments ont été enregistrés en tant que structures patrimoniales de catégorie I par le New Zealand Historic Places Trust le 11 décembre 2009 sous le numéro d'enregistrement 7787. La propriété historique n'est pas incluse dans l'enregistrement et elle n'est pas ouverte au public. Ces bâtiments sont les plus anciens bâtiments de ferme encore existants en Nouvelle-Zélande ayant gardé leur position d'origine.